# 夕陽丘
夕陽丘（ゆうひがおか）は、大阪府大阪市天王寺区西部の汎称地名であり、夕陽丘町を中心とした、上町台地西側の地域を指す。具体的には生玉町、生玉寺町、夕陽丘町、伶人町、逢阪（1丁目）、下寺町の地域一帯あたりを指し、「夕陽丘風致地区」に指定されており、緑風景が維持されている。広域的には東側の生玉前町、上汐（4～6丁目）、六万体町、南側の逢阪2丁目辺りも含まれる。またこの項では、夕陽丘町についても述べる。
上町筋よりも東の上町台地東側（上本町、北山町、四天王寺、小宮町辺り）にも「夕陽丘」と名の付く施設は幾らか存在するが、これらの地区は夕陽丘地区には通常は含めない。
かつては夕日岡（ゆうひのおか）とも呼ばれていた。（後述）

## 歴史

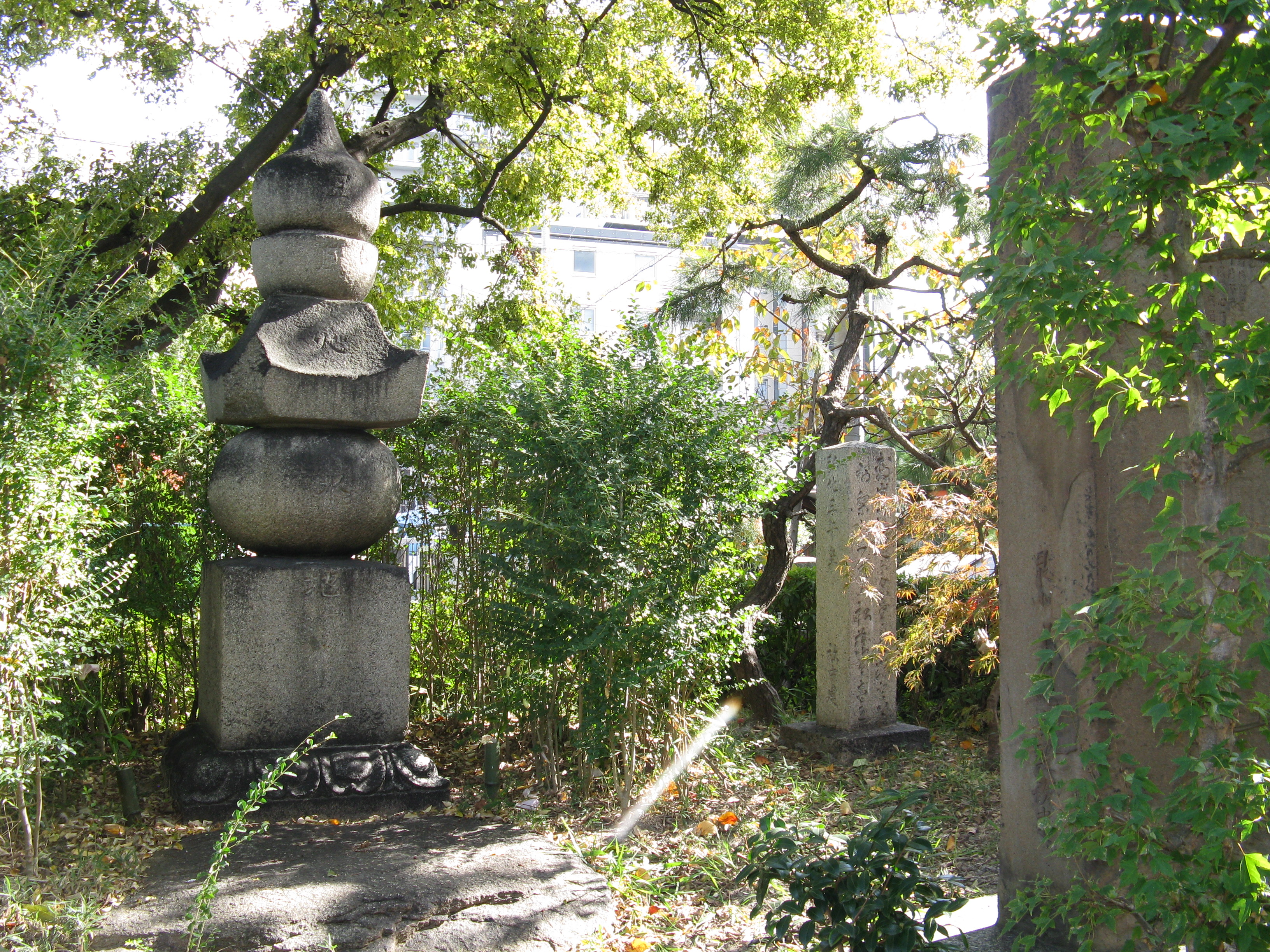
家隆塚（伝 藤原家隆墓、夕陽丘町5）

1236年（嘉禎2年）に歌人・藤原家隆が、浄土教の教えである「日想観」を修するためにこの地に移り住んで終の地とし、住居として『夕陽庵』（せきようあん）を設けたことが夕陽丘の地名の由来とされる。また、家隆は
の歌を詠み残している。
かつては大阪湾に落ちる夕日を眺める絶好の地であり、大江神社、新清水寺、四天王寺西門辺りが有名だった。現在の夕陽丘町と六万体町には「天王寺寺町」、生玉町と生玉寺町には東側に「生玉中寺町」、西側に「生玉寺町」といった寺町が形成された。
幕末の国学者・伊達宗広は藤原家隆を敬愛しており、明治初期にこの地に「自在庵」を建てて居とし、この地を「夕日岡」と命名した。しかし1873年（明治5年）に体調を崩して東京に移り住んだ。1878年(明治10年)に宗広が死去した際、遺言により家隆塚の近くに埋葬された。のちに実子の陸奥宗光ら一族9名もこの地に埋葬されたが、1953年（昭和28年）に宗広や陸奥家一族は鎌倉・寿福寺境内に改葬された。
夕日岡（特に狭義）の地名はのちに南区天王寺大字天王寺字夕陽丘 → 南区天王寺夕陽丘町 → 現在の地名へと変わっている。
太平洋戦争による空襲で一帯は焼け野原となったが、1948年(昭和23年)に上町台地上で開催された復興博覧会を期に復興、母子関係の施設が多く設置された。
2009年（平成21年）に大阪市は「上町台地マイルドHOPEゾーン事業」の一環として、家隆塚（伝 藤原家隆墓）を「夕陽を見る場」として再整備し、5月29日に記念講演会が行われた。

## 地理
上町台地の西側、北は千日前通、南は国道25号線（逢坂）、東は谷町筋、西は松屋町筋に囲まれている。前述の通り風致地区に指定されており、大学・高校も複数所在、神社・仏教寺院も多く、幹線道路から少し中に入るとおおむね閑静な住宅街である。
天王寺七坂と呼ばれる七つの坂（真言坂、源聖寺坂、口縄坂、愛染坂、清水坂、天神坂、逢坂）は当地にある。

### 主な施設
神社・仏閣
- 生國魂神社（生玉町）
- 勝鬘院愛染堂（夕陽丘町）
- 大江神社（夕陽丘町）
- 太平寺（夕陽丘町）
- 新清水寺（伶人町）
- 興禅寺（伶人町）
- 安居神社（逢阪）

など。
学校
- 大阪夕陽丘学園短大・高等学校（生玉寺町）
- 大阪星光学院中学校・高等学校（伶人町）

その他
- 生玉公園（生玉町）
- 大阪府立特許情報センター（伶人町）

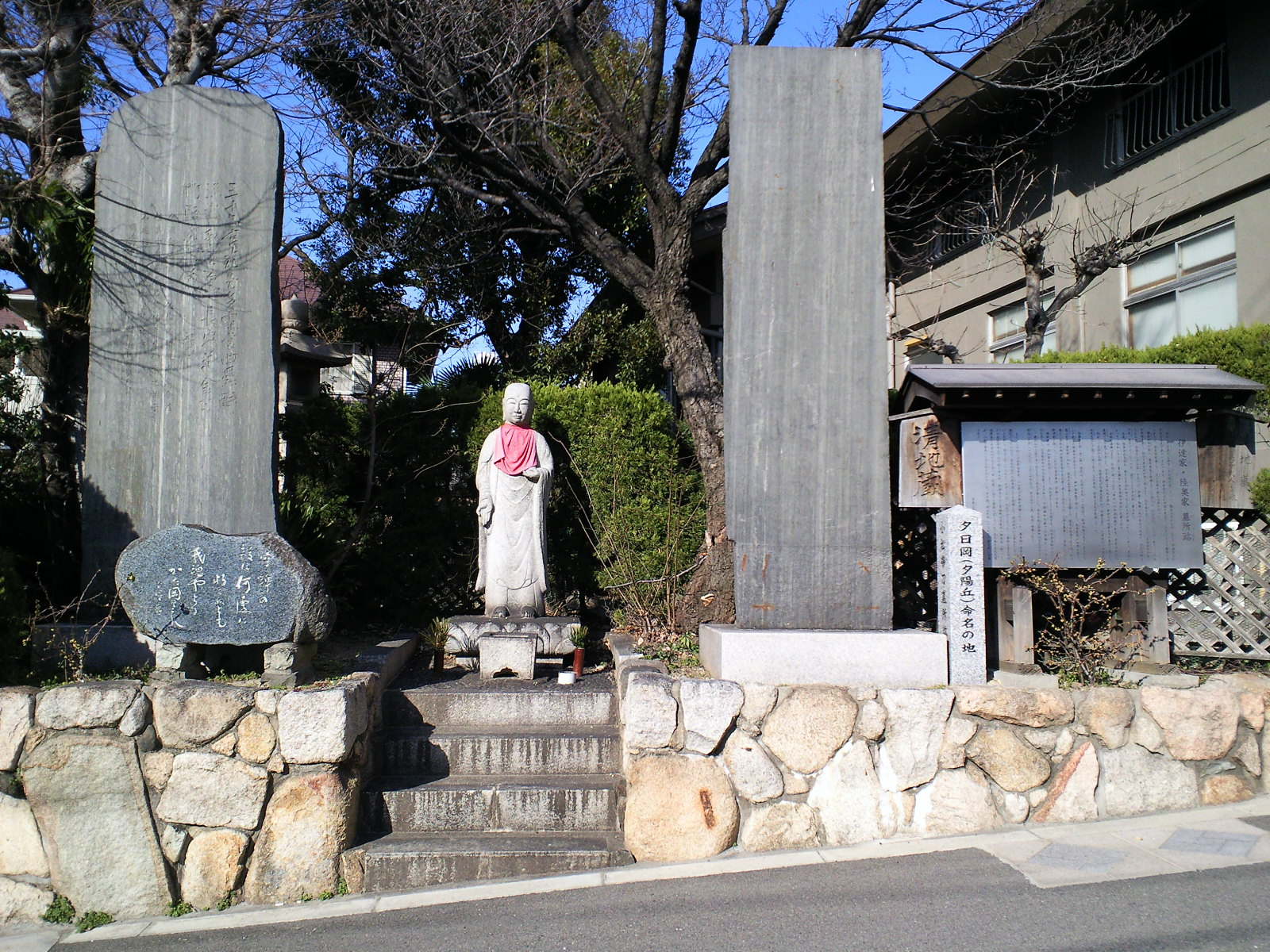
清地蔵と夕陽丘阡表（地蔵の右）
傍らに「夕日岡（夕陽丘）命名の地」碑がある。（夕陽丘町5）

- Osaka Metro谷町線 四天王寺前夕陽ヶ丘駅（夕陽丘町）
- 家隆塚（夕陽丘町）
- 清地蔵（夕陽丘町）

家隆塚の近く、稱念寺そばに佇む地蔵。陸奥宗光の長女・清子が20歳で死去したのを哀れみ、等身大の地蔵を当地に建立した。
地蔵の傍らに「夕日岡（夕陽丘）命名の地」「伊達宗広 陸奥宗光 墓所跡」「小松帯刀墓所跡」と記された碑があり、彼らの縁の地であることの説明書きがある。さらに伊達宗広を顕彰する碑「夕陽丘阡表」がある。

## 夕陽丘町
丁番を持たない単独町名である。天王寺区の西部に位置し、東に六万体町、西に下寺町、南に伶人町、南東に四天王寺、北に生玉寺町と接している。

### 沿革
- 1873年（明治6年） 天王寺寺町（14ヶ寺）を東成郡天王寺村へ編入。
- 1889年（明治22年）4月1日 町村制施行により、東成郡天王寺村大字天王寺となる。
- 1897年（明治30年）4月1日 大阪市へ編入され、南区天王寺大字天王寺となる。
- 1900年（明治33年） 南区天王寺夕陽丘町の町名を起立。
- 1925年（大正14年）4月1日 新設の天王寺区へ転属。「天王寺」の冠称を廃して夕陽丘町に改称。

その後の境界変更により、六万体町の南西部を編入し、町域が谷町筋まで広がった。

### 寺町
現在、寺町の天王寺寺町14ヶ寺のうち9ヶ寺が当町に含まれている。
天王寺寺町（14ヶ寺）
- 國恩寺（六万体町） - 跡地は東成郡役所・天王寺区役所としても利用され、現在は天王寺合同庁舎となっている。
- 吉祥寺（六万体町）
- 鳳林寺（六万体町）
- 天鷲寺（六万体町）
- 竜徳寺（六万体町）
- 太平寺（夕陽丘町）
- 天瑞寺（夕陽丘町）
- 春陽軒（夕陽丘町）
- 梅旧院（夕陽丘町）
- 珊瑚寺（夕陽丘町）
- 法岩寺（夕陽丘町）
- 洞岩寺（夕陽丘町）
- 昌林寺（夕陽丘町）
- 浄春寺（夕陽丘町）

### 世帯数と人口
2019年（平成31年）3月31日現在の世帯数と人口は以下の通りである。
| 町丁     | 世帯数  | 人口  |
| -------- | ------- | ----- |
| 夕陽丘町 | 422世帯 | 867人 |

人口の変遷
国勢調査による人口の推移。
| 1995年（平成7年）  | 746人 | [ 6 ]  |  |
| 2000年（平成12年） | 746人 | [ 7 ]  |  |
| 2005年（平成17年） | 694人 | [ 8 ]  |  |
| 2010年（平成22年） | 679人 | [ 9 ]  |  |
| 2015年（平成27年） | 887人 | [ 10 ] |  |

世帯数の変遷
国勢調査による世帯数の推移。
| 1995年（平成7年）  | 307世帯 | [ 6 ]  |  |
| 2000年（平成12年） | 340世帯 | [ 7 ]  |  |
| 2005年（平成17年） | 349世帯 | [ 8 ]  |  |
| 2010年（平成22年） | 348世帯 | [ 9 ]  |  |
| 2015年（平成27年） | 412世帯 | [ 10 ] |  |

### 事業所
2016年（平成28年）現在の経済センサス調査による事業所数と従業員数は以下の通りである。
| 町丁     | 事業所数 | 従業員数 |
| -------- | -------- | -------- |
| 夕陽丘町 | 44事業所 | 206人    |

### その他
日本郵便
- 〒543-0075[4]（集配局：天王寺郵便局[12]）